# Ikara
Die Ikara war eine schiffsgestützte Anti-U-Boot-Lenkwaffe, die von Australien und dem Vereinigten Königreich entwickelt wurde. Ikara bedeutet in der Aboriginessprache Wurfstock.

## Entwicklung
Die Entwicklung der Ikara begann im Jahr 1960 unter dem Codenamen Blue Duck. Als Basis für den Flugkörper diente die Turana-Drohne. Der erste Raketenstart erfolgte im Jahr 1963 auf dem Woomera-Testgelände. Im selben Jahr erfolgte vor Sydney der erste Teststart von einem Schiff. Ab 1966 erfolgte Einführung der Ikara bei der Royal Australian Navy durch deren Installation auf der Fregatte HMAS Derwent. Die britische Royal Navy führte die Ikara ab Jahr 1968 ein. Insgesamt wurden weit über 1200 Flugkörper hergestellt.

## Technik
Das Ikara-System wurde zur Bekämpfung von getauchten U-Booten mittels raketentransportierter Torpedos und Wasserbomben entwickelt. Das System bestand aus Feuerleitrechner, Folgeradar, einem um 360° drehbaren Starter sowie mehreren Ikara-Flugkörpern in einem Magazin unter dem Starter unterhalb des Schiffsdecks.
Die Ikara war ein kleiner, gedrungener Flugkörper mit einem ovalen Rumpfquerschnitt. Im oberen Rumpfbereich waren vorne Elektronik, Autopilot, Höhenmesser, Thermalbatterie sowie ein Gyroskop untergebracht. Dahinter war das Feststoff-Raketentriebwerk verbaut, das mit zwei unterschiedlichen Schubstufen abbrannte. Am Heck des Flugkörpers waren unten ein horizontales Stabilisierungsleitwerk und oben ein Steuerflügel angebracht. Im Steuerflügel waren auch die Sende- und Empfangsgeräte für die Steuerkommandos des Feuerleitrechner verbaut. Seitlich am Rumpf waren zwei trapezförmige Tragflächen montiert. Im unteren Bereich des ovalen Rumpfes war die Gefechtslast untergebracht, die halbversenkt nahezu die gesamte Flugkörperlänge einnahm. Anfänglich wurde als Gefechtslast ein Mark-44- und später der Mark-46-Leichtgewichtstorpedo verwendet. Die Ikara-Flugkörper der Royal Navy waren optional anstelle des Torpedos mit einer nuklearen WE.177A-Wasserbombe ausgerüstet.
Gestartet wurde der Ikara-Flugkörper mittels eines Werferarms des Starters. Das Nachladen eines erfolgte automatisch aus dem Magazin. In Abhängigkeit zum Schiffstyp enthielt das Magazin 12 bis 32 Flugkörper. In den 1970er-Jahren entstand auch eine Ikara-Ausführung für den Start aus GFK-Abschusskanistern. Dieser Flugkörper verfügte über Faltflügel, die sich nach dem Verlassen des Abschusskanisters selbstständig entfalteten.

## Varianten
- Ikara: Standardausführung wie oben beschrieben.
- Ikara FW: Ausführung mit Faltflügeln für den Start aus Abschusskanistern.
- Ikara / GWS-40: Ausführung für die Royal Navy.
- Super Ikara: Vorzeitig beendetes Projekt einer Ikara mit knapp 100 km Reichweite.

## Einsatzkonzept

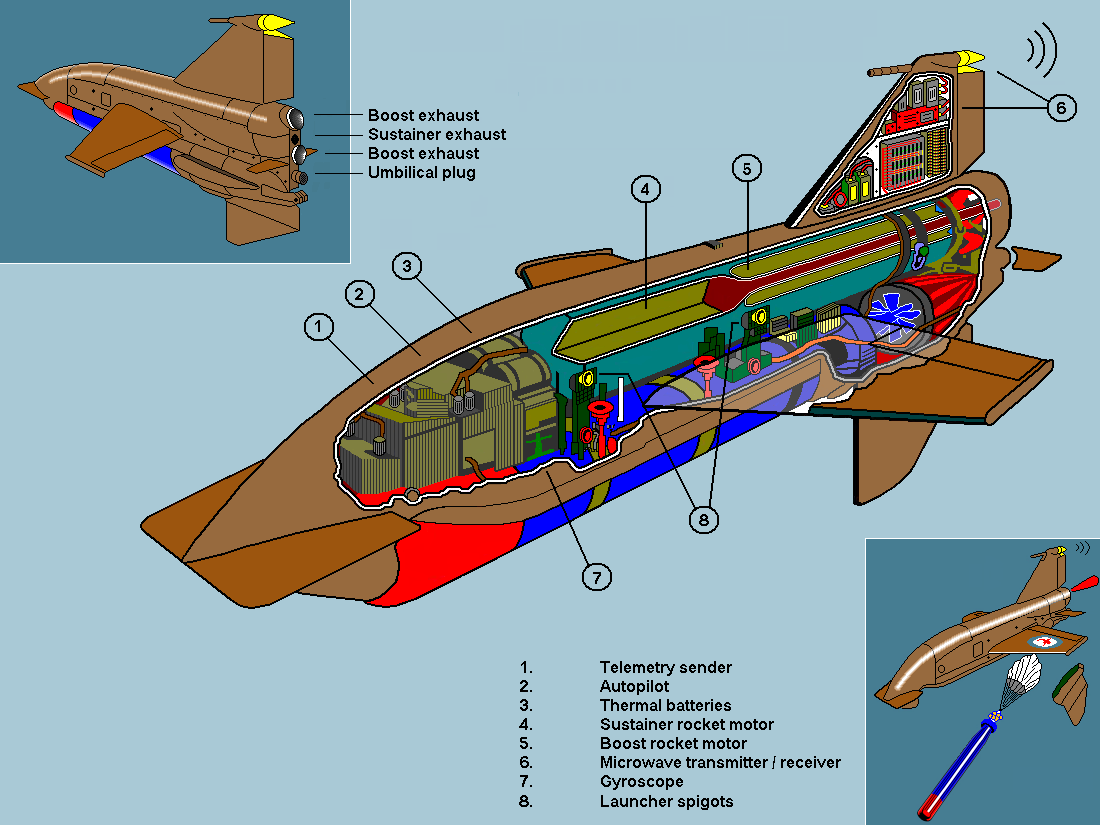
Schnittzeichnung einer Ikara

Nachdem ein getauchtes U-Boot mit dem Schiffssonar geortet worden war, wurde die Position des U-Bootes in den AN/UYK-1-Feuerleitrechner eingegeben. Dieser ermittelte den nötigen Kurs für den Ikara-Flugkörper. Dann wurde Ikara-Starter in die Bedrohungsachse geschwenkt und die Elektronik der Rakete hochgefahren. Zum Start wurde das Feststoff-Raketentriebwerk gezündet. Die erste Schubstufe hatte eine Brenndauer von knapp zwei Sekunden und beschleunigte die Lenkwaffe auf 713 km/h. Danach zündete die zweite Schubstufe, welche für eine Marschfluggeschwindigkeit von 658 km/h sorgte. Nach dem Start wurde die Flugbahn des Flugkörpers mit dem Folgeradar verfolgt. Kurskorrekturen wurden vom Feuerleitrechner ermittelt und mittels Funkkommandos an den Flugkörper gesendet. Während des Marschfluges behielt der Flugkörper eine konstante Flughöhe von 335 m bei. Über der vermuteten Position des U-Boots warf der Flugkörper die Nutzlast (Torpedo oder Wasserbombe) ab. Der Abwurf erfolgte durch eine Zeitschaltuhr oder per Funkkommando. Der Torpedo schwebte an einem Fallschirm auf das Wasser. Beim Auftreffen auf die Wasseroberfläche löste sich der Fallschirm vom Torpedo, der nun abtauchte und selbstständig mit der Suche nach dem U-Boot begann. Der Mark-46-Torpedo konnte U-Boote bis in eine Tiefe von 370 m bekämpfen. Die maximale Geschwindigkeit des Torpedos lag bei 45 Knoten und die maximale Reichweite bei rund 8 km. Auch die nukleare WE.177A-Wasserbombe wurde an einem Fallschirm abgeworfen. Der Nukleargefechtskopf wurde mittels eines Druckmessgerätes in einer vorselektierten Tiefe gezündet. Bis in eine Tiefe von 43 m wurde eine Sprengkraft von 0,5 kT und ab einer Tiefe von 107 m eine solche von 10 kT verwendet. Der Ikara-Flugkörper flog nach dem Abwurf der Waffe leer weiter und stürzte nach dem Ausbrennen des Raketentriebwerks ins Meer.

## Verbreitung
Die Ikara war bei fünf Marinestreitkräften im Einsatz:
- Australien – Royal Australian Navy
- Brasilien – Marinha do Brasil
- Chile – Armada de Chile
- Neuseeland – Royal New Zealand Navy
- Vereinigtes Königreich – Royal Navy

Ab den 1990er-Jahren wurde die Ikara ausgesondert. Als letzter Betreiber stellte Brasilien die Ikara im Jahr 1998 außer Dienst.